# Brodiaea filifolia
Brodiaea filifolia ist eine Pflanzenart aus der Gattung Brodiaea in der Familie der Spargelgewächse (Asparagaceae). Dieser Endemit kommt nur im südlichen US-Bundesstaat Kalifornien vor.

## Beschreibung

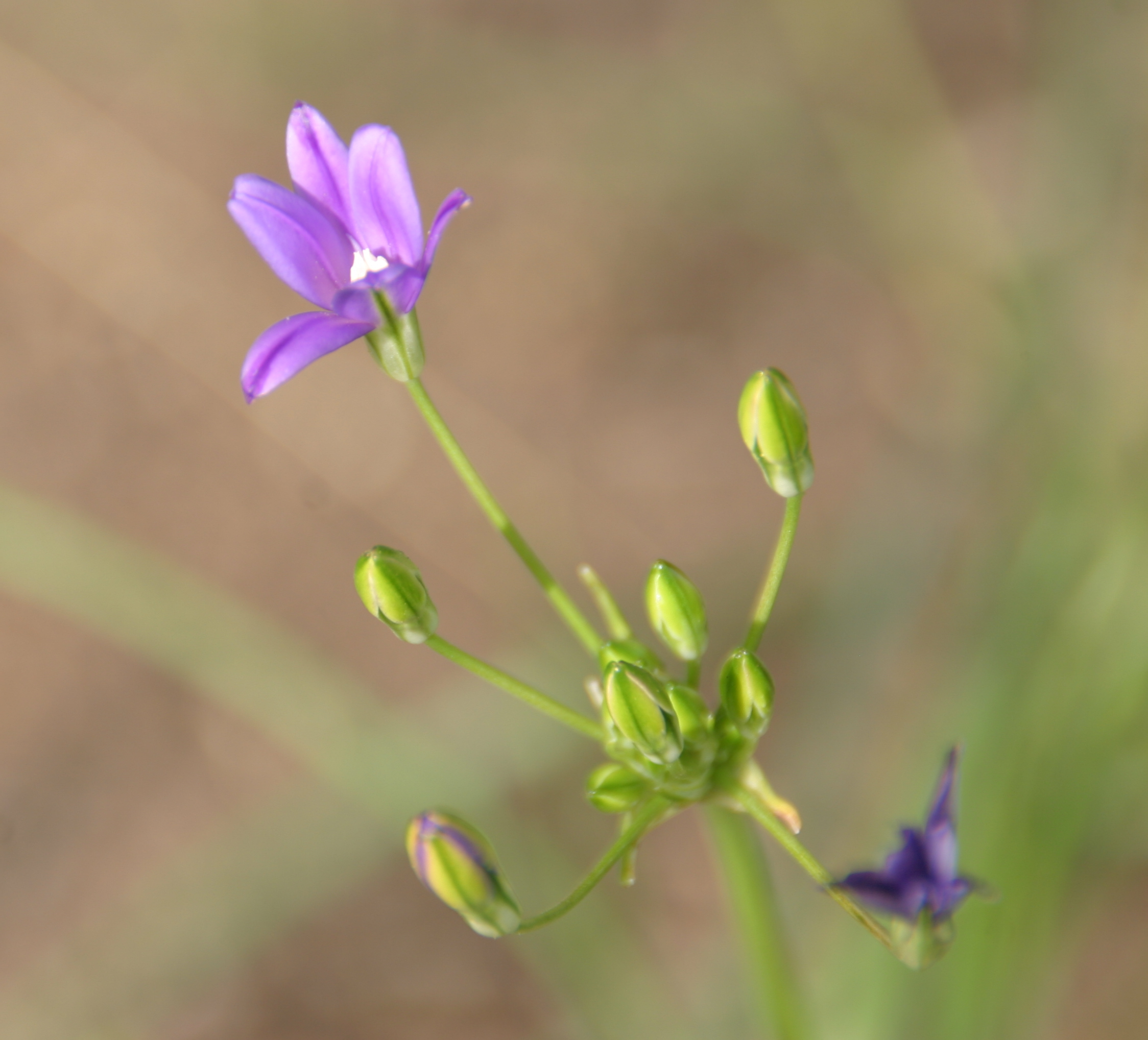
Blütenstand, gestielte Blüte und Blütenknospen

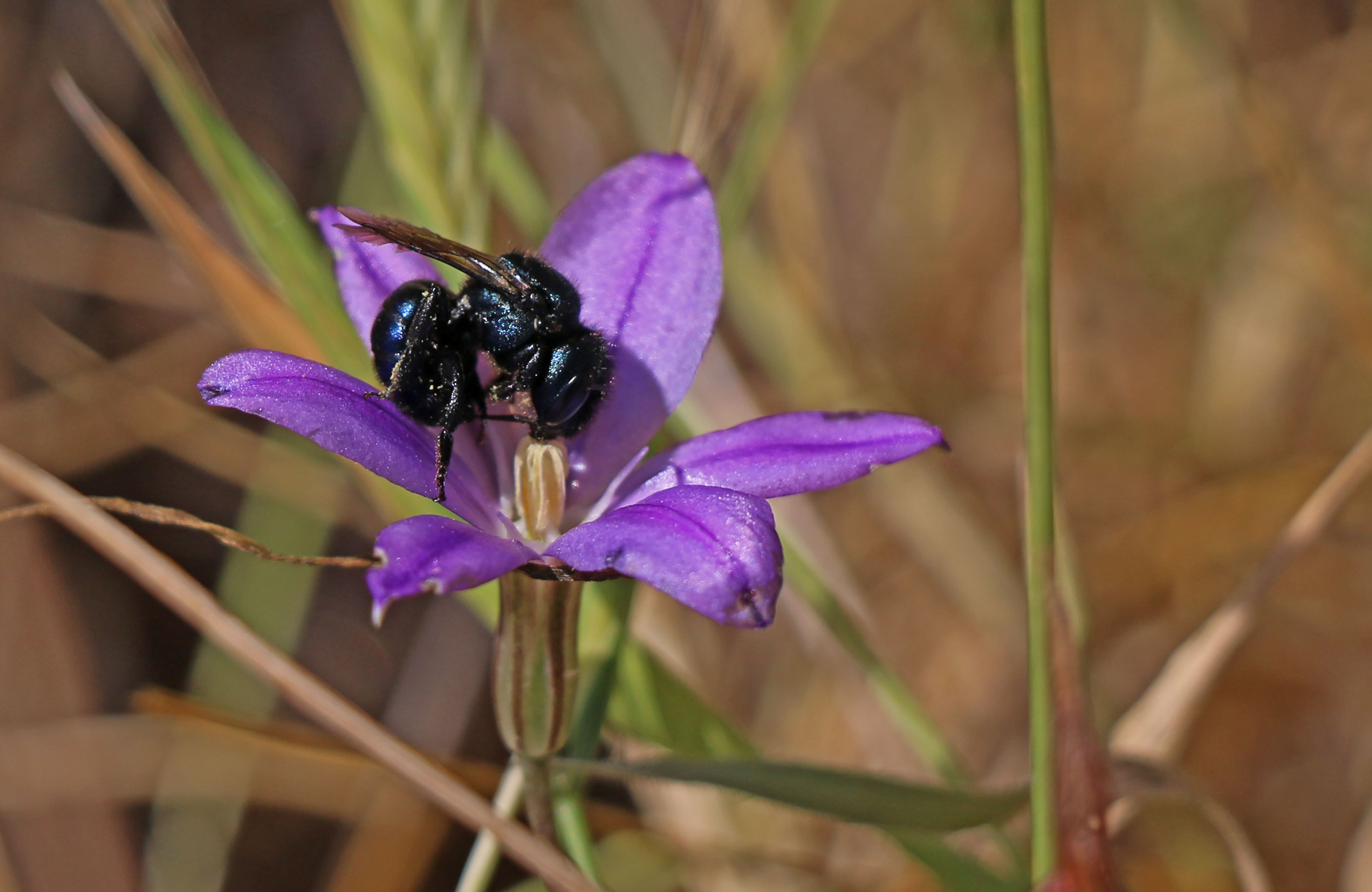
Blüte im Detail mit einer Mauerbienen-Art

### Vegetative Merkmale
Brodiaea filifolia wächst als ausdauernde krautige Pflanze. Als Überdauerungsorgane werden Pflanzenknollen gebildet. Je Knolle werden während der Vegetationszeit ein bis sechs schmale Laubblätter produziert.

### Generative Merkmale
Die Blütezeit liegt in Kalifornien im Frühling vom April bis Mai oder März bis Juni. Der schlanke Blütenstandsschaft ist 20 bis 30 Zentimeter lang. Endständig auf dem Blütenstandsschaft befindet sich ein offener, doldiger Blütenstand. Die Tragblätter hüllen auch, während der Blütenstand noch knospig ist, diesen nicht vollständig ein. Es sind auch Deckblätter vorhanden. Der Blütenstiel ist 1 bis 4 Zentimeter lang.
Die zwittrigen Blüten sind radiärsymmetrisch und dreizählig. Es sind zwei Kreise mit je drei Blütenhüllblättern vorhanden, die an ihrer Basis verwachsen sind. Die drei äußeren Blütenhüllblätter sind etwas schmaler als die inneren drei. Die sechs violett-rötlich-purpurfarbenen Blütenhüllblätter sind zu einer bei einer Länge von 6 bis 8 Millimetern schmal-zylindrischen, durchscheinenden Blütenröhre verwachsen, die auch bis zur Fruchtreife aufspringt. Die Blütenkrone ist insgesamt 14 bis 20 Millimeter lang und der freie Teil der Blütenhüllblätter ist meist mehr als doppelt so lang wie die Blütenröhre. Der freie Teil der Blütenhüllblätter ist bei einer Länge von 10 bis 14 Millimetern weit-ausgebreitet. Bei Brodiaea filifolia befinden sich innerhalb der Blütenhüllblätter und mit diesen verwachsen drei sterile Staubblätter, also Staminodien, die kleinen Kronblättern ähneln und jeweils den äußeren Blütenhüllblättern gegenüber stehen. Bei den sich zu den Blütenhüllblättern zurückbiegenden, purpurfarbenen und bei einer Breite von 2 bis 4 Millimetern bandförmigen, unauffälligen Staminodien ist das obere Ende pfriemlich. Die drei fertilen Staubblätter befinden sich gegenüber den inneren Blütenhüllblättern und sind gleichfalls an der Basis der Blütenhülle verwachsen. Die Basis der nur 0,5 bis 1 Millimeter langen Staubfäden ist nicht dreieckig und besitzt schmale Flügel, aber keine Anhängsel. Die Größe und Form der Staubblätter und der Strukturen an der Basis der Staubfäden sind wichtige Bestimmungsmerkmale für die Brodiaea-Arten. Die Staubbeutel sind bei einer Länge von 3 bis 5 Millimetern linealisch und das obere Ende ist breit-gekerbt. Drei Fruchtblätter sind zu einem 4 bis 5 Millimeter langen, dreikämmerigen Fruchtknoten verwachsen. Der 6 bis 7 Millimeter lange Griffel endet in einer dreilappigen Narbe.
Die eiförmigen Kapselfrüchte öffnen sich fachspaltig = lokulizid. Die Samen sind schwarz.

### Chromosomensatz
Die Chromosomengrundzahl beträgt x = 6; es liegt Tetraploidie mit einer Chromosomenzahl von 2n = 24 vor.

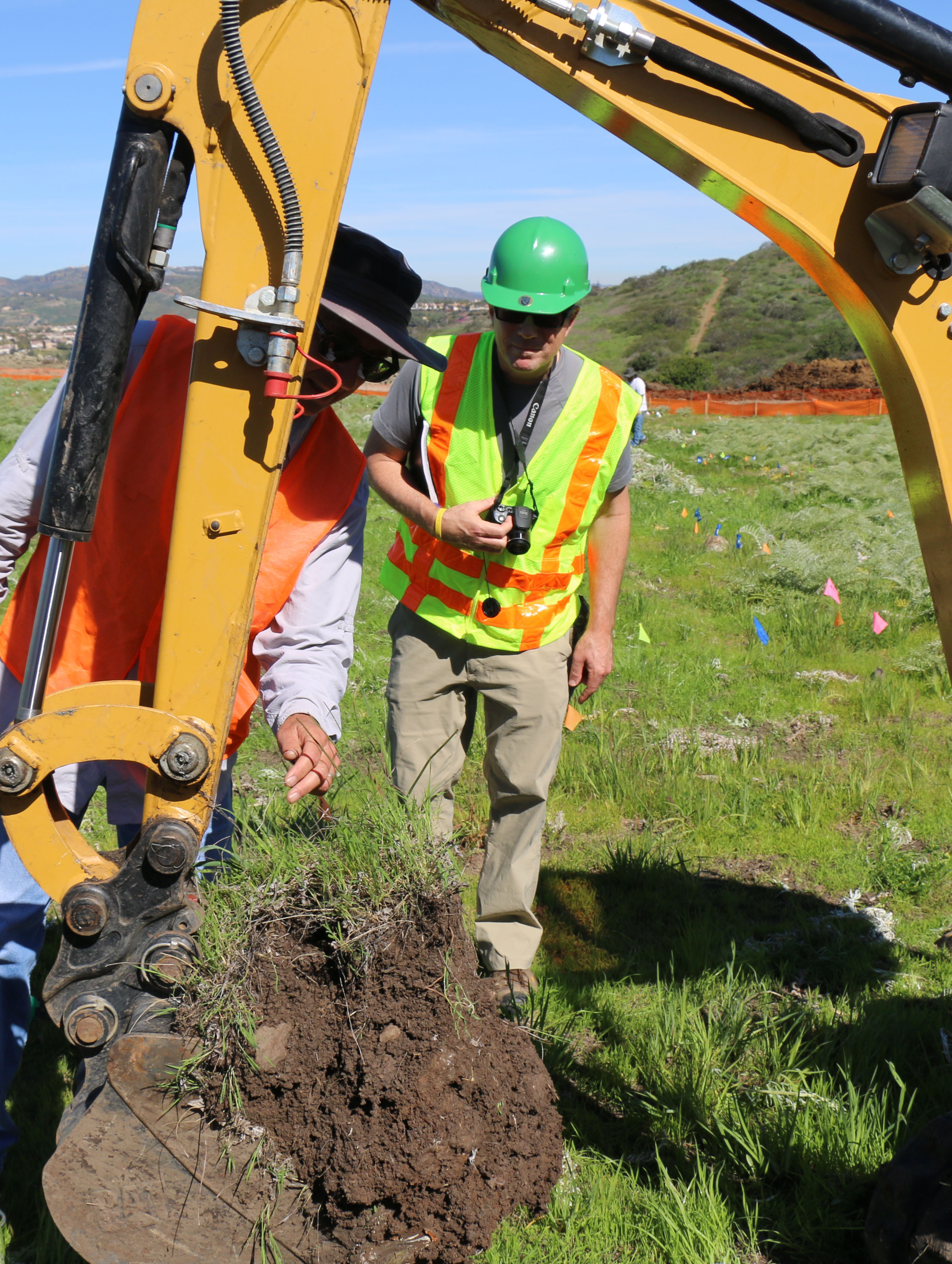
Diese gefährdete Art wurde bei einer Baumaßnahme umgepflanzt

## Vorkommen und Gefährdung
Brodiaea filifolia kommt nur im südlichen Kalifornien vor. Sie gedeiht im Grasland am Rand episodischer, ephemerer Stillgewässer oder Überflutungsgebiete auf Lehmböden in Höhenlagen von 0 bis 300 Metern.
Sie ist wohl in den Counties Los Angeles sowie San Bernardino ausgestorben. Sie ist durch vielfältige anthropogene Einflüsse in den Counties Riverside sowie San Diego stark gefährdet. Sie kommt auch in Orange County vor.
Brodiaea filifolia bildet Hybriden mit Brodiaea orcuttii.

## Taxonomie
Die Erstbeschreibung von Brodiaea filifolia erfolgte 1882 durch Sereno Watson in Proceedings of the American Academy of Arts and Sciences, Volume 17, Seite 381. Als Typusmaterial wurde Samuel B. Parish 786. (MO/BC:MO-048914/A:3270512) hinterlegt. Ein Synonym für Brodiaea filifolia S.Watson ist Hookera filifolia (S.Watson) Greene.